# Adrian Furtwängler
Adrian Furtwängler (* 30. März 1993 in Freiburg im Breisgau), seit 2023 Adrian Wedel, ist ein ehemaliger Bundessprecher der Linksjugend solid, des Jugendverbandes der Partei Die Linke.

## Leben
Furtwängler wuchs in Schallstadt auf. Er besuchte das Rotteck-Gymnasium in Freiburg, wo er 2011 sein Abitur absolvierte. Mehrere Jahre war er in der Abteilung Wasserball des SSV Freiburg aktiv und errang einige Titel im Jugendbereich.
Er trat im Alter von 14 Jahren in die Partei Die Linke und deren Jugendverband Linksjugend solid ein. Er setzte sich für bessere Mitbestimmungsmöglichkeiten von Jugendlichen, wie z. B. das Wahlrecht ab 16 ein. 2011 wurde er in Hannover auf dem 4. Bundeskongress der Linksjugend solid in den achtköpfigen BundessprecherInnenrat gewählt und in diesem Zusammenhang vom Landesamt für Verfassungsschutz Baden-Württemberg innerhalb der Arbeitskategorie Linksextremismus namentlich erwähnt. 2012 wurde er wiedergewählt und war bis 2013 Mitglied des BundessprecherInnenrates.
Furtwängler studierte in Berlin Rechtswissenschaft an der Universität Potsdam. Das Referendariat absolvierte er u. a. am Landgericht Neuruppin. 2018 erwarb er die Zulassung als Rechtsanwalt und ist im Bereich des allgemeinen Strafrechts, Aufenthalts- und Asylrechts als Pflichtverteidiger mit Einschränkungen „keine Verteidigung in Sexualstrafsachen und bei politisch rechts motivierten Straftaten“ tätig. Außerdem ist er für den ReferentInnenRat der Humboldt-Universität zu Berlin in der Rechtsberatung für Studierende tätig.
Im Rechtsausschuss des Deutschen Bundestags kritisierte Furtwängler als Sachverständiger im Rahmen einer Stellungnahme des Republikanischen Anwältinnen- und Anwältevereins e. V. zum Antrag der CDU/CSU-Fraktion mit dem Inhalt, den Tatbestand des gefährlichen Eingriffs in den Straßenverkehr von einem konkreten in ein abstraktes Gefährdungsdelikt umzuwandeln und den Strafrahmen auf von drei Monaten bis fünf Jahre Freiheitsstrafe anzuheben, als Eingriff in die Gewaltenteilung. Das Strafrecht sei „schon immer das denkbar schlechteste Mittel [gewesen], um politische Auseinandersetzungen zu führen“.

## Mitgliedschaften
Furtwängler ist Mitglied des Republikanischen Anwältinnen- und Anwältevereins e. V. und der Roten Hilfe e. V. Seit 2022 gehört er zu den Mitgliedern des Vorstands der Vereinigung Berliner Strafverteidiger*innen e. V.

## Publikationen
- Adrian Furtwängler gemeinsam mit Margarete von Galen: Europäische Staatsanwaltschaft (EUStA) – Verordnung (EU) 2017/1939 (EUStA-VO). In: Kai Ambos, Stefan König, Peter Rackow (Hrsg.): Rechtshilferecht in Strafsachen. Kommentar. 2. Auflage. Nomos Verlagsgesellschaft, Baden-Baden 2020, ISBN 978-3-8487-4222-6, S. 1358 ff.[16]
- Adrian Furtwängler: Die Sicherheit, von der wir reden. In: Forum Recht. Nr. 2/19, 2019, S. 45–48 (forum-recht-online.de [PDF; 785 kB]).